# ケイティ・スミス
ケイティ・スミス（Katie Smith）ことキャサリン・メイ・スミス（Katherine May Smith、1974年6月4日 - ）は、アメリカ合衆国・オハイオ州ランカスター出身の元女子プロバスケットボール選手である。ポジションはポイントガード。WNBA・デトロイト・ショック所属。

## 来歴
高校時代、年間最優秀選手に選ばれる活躍を見せる。
オハイオ州立大学では、1年目よりタイトル獲得、ビッグ10における得点記録も更新し、MVPも受賞。背番号30は同大学の永久欠番となった。
卒業後はABLのコロンバス・クエストに入団。しかし1998年にリーグが消滅したため、WNBAのミネソタ・リンクスに分配ドラフトで入団。
2001-02のWNBAオフにはポーランドリーグに参戦。
2006年、デトロイト・ショックに移籍。オールスター5回出場、ファーストチーム2回選出、さらに2006年のオールディケイドチームにも選出される活躍を見せる。2006・2008年にはWNBA優勝に導き、2008年ファイナルMVPを獲得。
2009年にはトルコリーグのフェネルバフチェ入団が決まった。
2010年、ワシントン・ミスティクス、2011年、シアトル・ストームに移籍。
ナショナルチームでも1996年より五輪3大会連続、1998年より世界選手権2大会連続金メダルを獲得している。
2013年、ニューヨーク・リバティで引退、アシスタントコーチに就任。

## 経歴

### 大学
- 1992年 - 1996年：オハイオ州立大学

### WNBA
- 1999年 - 2005年：ミネソタ・リンクス
- 2006年 - 2009年：デトロイト・ショック
- 2010年：ワシントン・ミスティクス
- 2011–2013年：シアトル・ストーム
- 2013年：ニューヨーク・リバティ

### その他
- 1996年 - 1998年：コロンバス・クエスト（ABL）
- 2001年 - 2002年： Lotos Clima Gdynia
- 2009年 - ： フェネルバフチェ・イスタンブール